# Međunarodna informatička olimpijada
Međunarodna informatička olimpijada (eng. International Olympiad in Informatics - IOI) godišnje je informatičko natjecanje za učenike srednjih škola. Prva IOI održana je 1989. godine.
Natjecanje se sastoji od dva dana računalnog programiranja, rješavanja problema algoritamske prirode. Učenici se natječu pojedinačno, a za svaku državu koja sudjeluje mogu nastupiti do četiri natjecatelja. Učenici koji sudjeluju na međunarodnoj olimpijadi biraju se na nacionalnim natjecanjima.

## Popis domaćina IOI
| IOI   | Grad               | Država         | Vrijeme održavanja         | Web stranice                                                                | Rezultati                                                                   |
| ----- | ------------------ | -------------- | -------------------------- | --------------------------------------------------------------------------- | --------------------------------------------------------------------------- |
| 1989. | Pravets            | Bugarska       | 16. - 19. svibnja          |                                                                             |                                                                             |
| 1990. | Minsk              | Bjeloruska SSR | 15. - 21. srpnja           |                                                                             |                                                                             |
| 1991. | Atena              | Grčka          | 19. - 25. svibnja          |                                                                             |                                                                             |
| 1992. | Bonn               | Njemačka       | 11. - 21. srpnja           |                                                                             |                                                                             |
| 1993. | Mendoza            | Argentina      | 16. - 25. listopada        | Arhivirana inačica izvorne stranice od 5. siječnja 2004. (Wayback Machine)  |                                                                             |
| 1994. | Haninge            | Švedska        | 3. - 10. srpnja            |                                                                             |                                                                             |
| 1995. | Eindhoven          | Nizozemska     | 26. lipnja - 3. srpnja     |                                                                             |                                                                             |
| 1996. | Veszprém           | Mađarska       | 25. srpnja - 2. kolovoza   |                                                                             |                                                                             |
| 1997. | Cape Town          | Južna Afrika   | 30. studenog - 7. prosinca |                                                                             |                                                                             |
| 1998. | Setúbal            | Portugal       | 5. - 12. rujna             |                                                                             |                                                                             |
| 1999. | Antalya            | Turska         | 9. - 16. listopada         |                                                                             |                                                                             |
| 2000. | Peking             | Kina           | 23. - 30. rujna            |                                                                             |                                                                             |
| 2001. | Tampere            | Finska         | 14. - 21. srpnja           | Arhivirana inačica izvorne stranice od 5. travnja 2007. (Wayback Machine)   |                                                                             |
| 2002. | Yongin             | Južna Koreja   | 18. - 25. kolovoza         | Arhivirana inačica izvorne stranice od 23. siječnja 2009. (Wayback Machine) |                                                                             |
| 2003. | Kenosha, Wisconsin | SAD            | 16. - 23. kolovoza         |                                                                             |                                                                             |
| 2004. | Atena              | Grčka          | 11. - 18. rujna            | Arhivirana inačica izvorne stranice od 24. srpnja 2012. (Wayback Machine)   | Arhivirana inačica izvorne stranice od 23. kolovoza 2007. (Wayback Machine) |
| 2005. | Nowy Sącz          | Poljska        | 18. - 25. kolovoza         | Arhivirana inačica izvorne stranice od 3. rujna 2010. (Wayback Machine)     | Arhivirana inačica izvorne stranice od 17. kolovoza 2007. (Wayback Machine) |
| 2006. | Mérida, Yucatán    | Meksiko        | 13. - 20. kolovoza         |                                                                             |                                                                             |
| 2007. | Zagreb             | Hrvatska       | 15. - 22. kolovoza         |                                                                             |                                                                             |
| 2008. | Kairo              | Egipat         | 2008.                      |                                                                             |                                                                             |
| 2009. | Plovdiv            | Bugarska       | 2009.                      |                                                                             |                                                                             |
| 2010. | Waterloo, Ontario  | Kanada         | 2010.                      |                                                                             |                                                                             |
| 2011. |                    | Tajland        | 2011.                      |                                                                             |                                                                             |